# Bosna, Edirne
Bosna là một xã thuộc thành phố Edirne, tỉnh Edirne, Thổ Nhĩ Kỳ. Dân số thời điểm năm 2011 là 92 người.